# シーエヌエス
株式会社シーエヌエス（CNS Co.,Ltd.）（以下CNSと略す）は日本の東京都港区にある市場調査、グループインタビュー、CS関連セミナー事業に特化した会社である。Pマーク取得事業者。ESOMAR所属団体。
会社名のシーエヌエス（CNS）は Consumer Network Service の頭文字から。

## 代表的な事業
- 生活者アンケート
  - 2003年6月からインターネットマーケティングネットワーク「iMiネット」を用い、約40万人（有効回答者数は10万人前後）のメンバーを対象に、インターネットユーザーの消費動向を探る調査を実施している。
  - 生活者アンケート調査の結果はデータベース化されており、マーケティング調査などの母集団として活用する事ができる。
  - なお、過去の調査結果はCNSホームページ上で無料ダウンロードが可能である。
- 海外調査
  - 海外調査もCNSの得意とする事業である。
  - 調査経験国は、米国、欧州、中国、東南アジア、中東、アフリカなど大国から小国まで様々な国への調査経験を持つ。
- ICM
  - 携帯電話にアンケート画面を送信しどんな場所にいる回答者からでも回答を得る事の出来るモバイルマーケティングツールのことで、CNSではこれを利用したリアルタイム調査サービスを行っている。
  - 携帯電話を用いるため、屋外・屋内問わず回答者が今いる場所からそのまま回答を寄せる事が出来るのがメリットで、即時的に調査状況を把握することができる。
- SSネットワーク
  - 全国200箇所のSS(service station)とのタイアップにより、ガソリンスタンドにおける「マーケティング・リサーチ」や「商品サンプリング」などの販促企画実施サービスを提供している。
- ミステリーショッパー
  - ミステリーショッパーとは、クラアントとなる企業が自社・他社を問わず社員の接客対応や規範を遵守しているか、などを把握するため、調査会社に依頼し利用客になりすまして調査を行う覆面調査のこと。
- グループインタビュー
  - ターゲットとなる対象者を抽出し、生活者の潜在意識や満たされないニーズを引きだし調査課題の解決に役立てる。
- CSプログラム
  - 顧客満足度向上のための包括的研修プログラムである。来店客調査、ミステリーショッパー調査などを用いて顧客の特性や属性を同定し、従業員調査を行いCS推進を阻害する社内問題を特定、web応対力やコールセンター応対力を調査しCS向上における課題を特定、そして、それらの情報をもとに当該企業毎のCS向上プログラムを作成する。
  - ［詳しくはhttp://www.cns-tokyo.co.jp/program/index.html ］
- ユニバーサルデザインモニターネットワーク
  - 高齢者、身障者及びその介護者のモニターネットワークで、環境問題などと共にそのインフラ整備が叫ばれているバリアフリー時代に対応したモニターネットワーク。WEBアンケート、会場に出向いての評価テスト、郵送アンケートなど様々な手法で調査が可能である。また、重度障害者に関しては、介護する側の人から意見を得る事も可能。

## 事業内容
- リサーチ計画の立案・分析 
  - 調査計画の立案
  - 調査票設計
  - インタビューガイドの作成
  - データ入力
  - データ集計
  - 発言記録作成
  - 自由回答データの処理・分析
- WEBアンケート調査 
  - WEB調査
  - 対象者サンプリング
  - WEBアンケートの制作
- グループインタビュー調査 
  - モデレーター派遣
  - インタビュアー派遣
  - 書記派遣
  - 調査対象者リクルート
  - 発言録作成（テープ起こし）
  - 会場設定
- フィールド・ワーク 
  - パーソナルインタビュー／訪問面接調査
- 研修 
  - 新入社員研修
  - 幹部研修
  - CSセミナー
  - ESセミナー
  - マーケティングセミナー
- モニターデータベースの構築 
  - WEBモニター構築コンサルティング
  - モニター管理データベースの構築
  - ミステリーショッパー調査管理システム
  - 携帯電話プロモーションツール